# PKP-Baureihe ED59
Die Baureihe ED59 der Polnischen Staatsbahnen (PKP) besteht aus einem einzelnen dreiteiligen elektrischen Triebzug.
2005 entstand bei PESA in Bydgoszcz ein elektrischer Triebzug für den Nahverkehr der PKP mit einer Höchstgeschwindigkeit von 160 km/h. Vorgesehen waren dreiteilige (Typ 15WE) und vierteilige Triebzüge (Typ 16WE), deren Wagenteile durch Jakobs-Drehgestelle verbunden sind.
Im April 2006 wurde im Auftrag der Woiwodschaft Łódź ein Prototyp in vierteiliger Ausführung fertiggestellt und als ED74-01 bezeichnet. Bei einer Probefahrt am 28. April 2006 erreichte er eine Geschwindigkeit von 175 km/h.
Zur Übergabe an PKP Przewozy Regionalne im Mai 2006 wurde der Triebwagen um einen Mittelwagen gekürzt und als ED59-01 bezeichnet. Gleichzeitig wurde die Höchstgeschwindigkeit auf 140 km/h herabgesetzt. Er ist seitdem in Łódź beheimatet und als Personenzug zwischen Łódź, Skierniewice und Kutno im Einsatz.
Eine Serienfertigung der Baureihe ED59 ist nicht vorgesehen. Stattdessen erfolgt die Beschaffung der vierteiligen Ausführung mit geänderter Kopfform als Baureihe ED74.